# Pace in terra ai gatti di buona volontà
Pace in terra ai gatti di buona volontà (Gift Wrapped) è un film del 1952 diretto da Friz Freleng. È un cortometraggio d'animazione della serie Looney Tunes, distribuito negli Stati Uniti il 16 febbraio 1952. Dagli anni ottanta viene distribuito col titolo Scambio di regali.

## Trama
Silvestro si sveglia la mattina di Natale e trova dei regali sotto l'albero, ma rimane deluso quando il suo regalo si rivela essere solo un topo di gomma. Scopre poi che il regalo della Nonna è Titti in una gabbia, e scambia le etichette dei pacchi mentre la Nonna scende le scale. Quando lei si accorge dello scambio, Silvestro si è già mangiato Titti così la Nonna glielo fa sputare colpendolo. La scena si ripete quando la Nonna tenta di fargli baciare Titti sotto il vischio, quindi la donna appende la gabbia a un palo. Silvestro però non demorde e arriva a Titti con una scala, ma il canarino gli indica un enorme regalo che dice essere il suo. Silvestro abbandona immediatamente l'uccello e corre ad aprire il pacco, ma scopre che si tratta di Ettore che prontamente lo mangia. La nonna costringe immediatamente Ettore a sputare Silvestro e lo trascina fuori dalla stanza.
Nel frattempo, Silvestro riprende i suoi tentativi di arrivare a Titti con alcuni trucchi che finiscono tutti con un fallimento, anche grazie alla Nonna. Nell'ultimo di questi, Titti sta giocando su un trenino in soggiorno quando Silvestro modifica i binari in modo che il trenino, una volta azionata la retromarcia, arrivi verso la sua bocca aperta. Dopo aver divorato Titti in un boccone, Silvestro viene mangiato intero a sua volta da Ettore. Una Nonna indignata fa sputare sia al cane che al gatto le rispettive prede e, avendone abbastanza delle loro attività carnivore, dichiara che farà in modo che ci sia pace in casa una volta per tutte mentre li trascina entrambi fuori dalla stanza. Quella sera la Nonna, suonando l'organo, canta insieme a Titti una variazione di "Hark! The Herald Angels Sing", mentre ai lati del canarino ci sono Silvestro ed Ettore con giganteschi francobolli sulla bocca per evitare problemi.

## Distribuzione

### Edizione italiana
Il corto fu distribuito in Italia il 6 dicembre 1962 nel programma Silvestro e Gonzales: Vincitori e vinti, in inglese sottotitolato; fu doppiato nel 1976 dalla Sinc Cinematografica in occasione di una riedizione del programma. Negli anni ottanta, per la trasmissione televisiva, il corto fu ridoppiato dalla Effe Elle Due sotto la direzione di Franco Latini su dialoghi di Maria Pinto; questa edizione, oltre ad aggiungere alcune battute a Silvestro, fu doppiata senza utilizzare la colonna internazionale e quindi rimuovendo la musica presente durante i dialoghi, sostituendola con quella dei titoli di testa o doppiando in oversound alcune battute della Nonna. Inoltre la poesia "A Visit from St. Nicholas" letta dal narratore fu resa in prosa. Nel 1999 fu eseguito un secondo ridoppiaggio per la televisione dalla Time Out Cin.ca, diretto da Massimo Giuliani su dialoghi più fedeli agli originali rispetto a quelli delle edizioni precedenti; questa edizione è anche l'unica in cui le canzoni sono state doppiate, poiché in precedenza erano state mantenute in inglese.

### Edizioni home video

#### VHS
America del Nord
- Looney Tunes: The Collector's Edition - A Looney Life (1999)

Italia
- Silvestro e Gonzales: Vincitori e vinti, 2ª parte (1985)[6]
- Silvestro n. 1 (ottobre 1990)

#### Laserdisc
- Sylvester & Tweety's Bad Ol' Putty Tat Blues (1994)

#### DVD e Blu-ray Disc
Il corto fu pubblicato in DVD-Video in America del Nord nel terzo disco della raccolta Looney Tunes Golden Collection: Volume 2 (intitolato Tweety and Sylvester and Friends) distribuita il 2 novembre 2004; il DVD fu pubblicato in Italia il 16 marzo 2005 nella collana Looney Tunes Collection, col titolo Titti e Silvestro. In America del Nord fu inserito anche nel primo disco della raccolta DVD Looney Tunes Spotlight Collection Volume 2, uscita il 2 novembre 2004. In Italia fu invece incluso nel DVD Il tuo simpatico amico Tweety uscito il 9 settembre 2009. Fu poi inserito nel DVD Tweety & Silvestro della collana Looney Tunes Super Stars, uscito in America del Nord il 30 novembre 2010 e in Italia l'8 dicembre. Fu inserito nel primo disco della raccolta Blu-ray Disc e DVD Looney Tunes Platinum Collection: Volume Two, uscita in America del Nord il 16 ottobre 2012. Infine è stato inserito anche nel primo DVD della raccolta 50 cartoons da collezione - Looney Tunes della collana Il meglio di Warner Bros., uscita in America del Nord il 25 giugno 2013 e in Italia il 5 dicembre.